# Bakakaj
Bakakaj – zbiór opowiadań wydany w 1957 roku, których autorem jest Witold Gombrowicz, obnażających i wyśmiewających różne społeczne mechanizmy i patologie. 
Jest reedycją Pamiętnika z okresu dojrzewania z 1933 roku. Wprowadzono w nim jednak kilka istotnych zmian:
- usunięto wycięte przez autora fragmenty,
- zmieniono lub skrócono tytuły: Na pięć minut przed zaśnięciem zmieniono na Przygody, Zdarzenia na brygu Banbury, albo stan umysłu F. Zantmana skrócono o podtytuł do Zdarzenia na brygu Banbury,
- dodano pięć nowych tekstów: dwa fragmenty Ferdydurke (Filidor dzieckiem podszyty, Filibert dzieckiem podszyty), Na kuchennych schodach, Szczur, Bankiet.

W późniejszych wydaniach zrezygnowano z drukowania fragmentów Ferdydurke.
Zawartość zbioru w wydaniu z 1957 roku:
- Tancerz mecenasa Kraykowskiego
- Pamiętnik Stefana Czarnieckiego
- Zbrodnia z premedytacją
- Biesiada u hrabiny Kotłubaj
- Dziewictwo
- Przygody
- Zdarzenia na brygu Banbury
- Na kuchennych schodach
- Szczur
- Bankiet
- Filidor dzieckiem podszyty
- Filibert dzieckiem podszyty

Tytuł zbioru pochodzi od nazwy jednej z ulic Buenos Aires, przy której mieszkał autor.